# Bernhard Hauff junior
Bernhard Hauff junior  (* 2. Juni 1912; † 13. Februar 1990) war ein deutscher Paläontologe und Museumsdirektor.
Hauff war der Sohn des Präparators Holzmadener Fossilien Bernhard Hauff und studierte nach Praktikum in der väterlichen Werkstatt ab 1931 Geologie in Tübingen, Kiel und München. 1938 wurde er in Tübingen promoviert (Über Acidorhynchus aus den Posidonienschiefern von Holzmaden, einen Vertreter der Saurichthyidae). Mit seinem Vater eröffnete er ein paläontologisches Museum in Holzmaden, aus dem ab 1967 der jetzige Hauptbau des Urweltmuseum Hauff entstand, dessen Direktor er war. Nach seinem Tod übernahm sein Sohn Rolf Bernhard Hauff die Leitung.
1953 veröffentlichte er ein populärwissenschaftliches Buch über die Fossilien des Posidonienschiefers von Holzmaden, der vor allem für seine Ichthyosaurier-Fossilien berühmt ist.
Am 21. April 1979 wurde ihm die Verdienstmedaille des Landes Baden-Württemberg verliehen.
1985 erhielt er vom Baden-Württembergischen Ministerpräsidenten den Professorentitel.
1953 erstbeschrieb er den Strahlenflosser Ohmdenia aus dem unteren Jura.

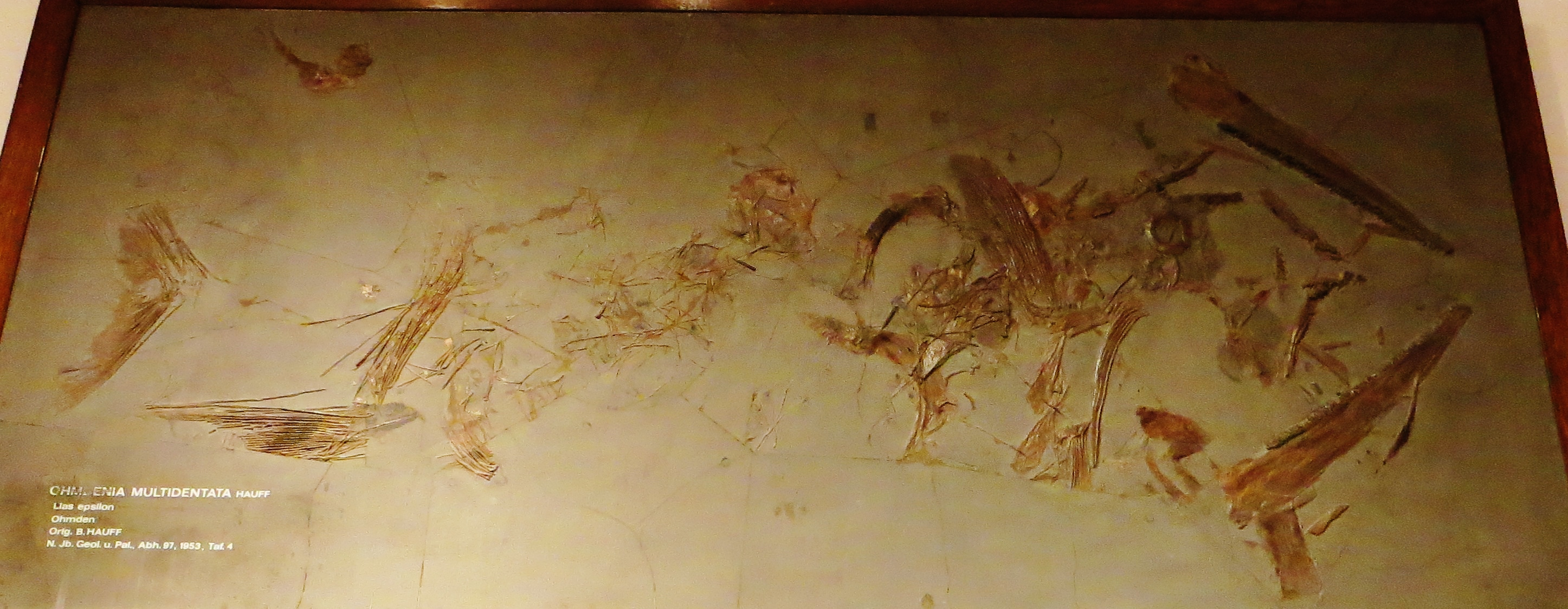
Belegexemplar von Ohmdenia multidentata in der Sammlung des Paläontologischen Museums Tübingen

## Schriften
- Das Holzmadenbuch, Öhringen: Rau 1953, 2. Auflage 1960